# Institut français de journalisme
Pour les articles homonymes, voir IFJ.
L'Institut français de journalisme (IFJ) était une école de journalisme située à Paris. Ouverte en 2003, elle a cessé ses activités d'enseignement en septembre 2010.

## Histoire

### Fondation par la FACO
La faculté libre de droit, d’économie et de gestion (FACO Paris), petite faculté privée parisienne liée au catholicisme conservateur, ouvre en 2003 une nouvelle filière, consacrée à l'enseignement du journalisme, sous la direction de Jean Augonnet, ancien directeur (1978-2002) de l'Institut pratique du journalisme (IPJ) et de Fabrice Madouas, journaliste, rédacteur en chef-adjoint à Valeurs actuelles. Cette filière prend en 2005 le nom d'Institut français de journalisme.

### Scission en 2009
Sur fond de polémiques politico-religieuses et en raison de dissensions entre Bernard Vivier, vice-président de la FACO, et le président de la FACO, Jean-Marie Schmitz, catholique conservateur sinon traditionaliste, une scission a lieu en 2009.  Une partie des élèves et des professeurs demeure à la FACO, l'autre partie, sous la direction de Rémy Galland (directeur de l'École Multimédia et de l'IFJ) et d'Augonnet (directeur délégué de l'IFJ), rejoint en octobre 2009 les locaux de l’École Multimédia, au 201 rue Saint-Martin (Paris) ; elle conserve la dénomination d'IFJ. Mais l'école de journalisme de la FACO et l'IFJ cessent chacune leur activité en 2010.

### Fermeture
Le mercredi 22 septembre 2010, l'école a annoncé la cessation de ses activités, mettant « cinquante étudiants à la rue » selon les termes du Syndicat national des journalistes CGT - 25 étudiants qui allaient commencer leur première année et 25 étudiants de deuxième année,.
La décision de fermer a été prise par le conseil d'administration de l'ITFA (Institut technique de formation active, association gérante de l'IFJ), présidé par Bernard Vivier, vice-président de faculté libre de droit, d’économie et de gestion (FACO Paris), qui abrita l'Institut jusqu'en 2009.

## Direction de l'IFJ en 2010
- Rémy Galland, directeur de l'École Multimedia et de l'IFJ
- Jean-François Leven, directeur des études
- Jean Augonnet, directeur délégué
- Benjamin Ripert, responsable de la filière multimedia
- Bernard Vivier, président de l'Institut français de journalisme, directeur de l'Institut supérieur du travail, cadre de la CFTC et vice-président de faculté libre de droit, d’économie et de gestion (FACO Paris).

## Scolarité
La formation dispensée par l'Institut français de journalisme durait deux ans. Elle intégrait des stages en rédaction.

### Première année
La première année était consacrée à l'apprentissage des fondamentaux du journalisme et à la connaissance des médias et de leur environnement juridique.
- Pratique professionnelle : techniques d'écriture, sources et traitement de l'actualité, secrétariat de rédaction et mise en page.
- Connaissance des médias : panorama de la presse française, groupes de presse internationaux, économie des entreprises de presse.
- Règles du métier : droit de la presse.

### Deuxième année
La deuxième année portait plus précisément sur la maîtrise des techniques audiovisuelles et permettait à l'étudiant de se perfectionner selon le média choisi.
- Radio
- Télévision
- Internet
- Presse écrite

Les étudiants réalisaient un journal-école dans des conditions professionnelles. Ils effectuaient des stages au cours de leur scolarité, dans différents médias : presse écrite, agences, radios, télévision, sites Internet.

## Enseignants
Les enseignements étaient dispensés par des professionnels de la presse et par des experts des médias. Des universitaires étaient associés à la formation pour les matières relevant de la culture générale.
Des conférenciers intervenaient au cours de la formation dans leur domaine d'expertise, comme par exemple : Michel Barnier, ancien ministre des Affaires étrangères, Jacqueline Gourault, sénatrice du Loir-et-Cher, Robert Ménard, ancien secrétaire général de Reporters sans frontières, Jean Peyrelevade, ancien président du Crédit Lyonnais, Jean-Claude Sandrier, député du Cher, Michel Sapin, ancien président du Conseil régional du Centre, etc.

## Sélection d'entrée
L'IFJ accueillait chaque année 20 à 25 étudiants, recrutés sur concours. Celui-ci était ouvert aux étudiants de niveau bac + 3. Les candidats qui ne répondaient pas à ce critère de diplôme pouvaient cependant présenter une demande de dérogation.
Ce concours avait pour but de sélectionner les candidats les plus motivés : curiosité, intérêt pour l'actualité, culture générale, connaissance du monde, qualités rédactionnelles, esprit de synthèse sont autant d'éléments nécessaires pour réussir.
Il comportait deux séries d'épreuves :
- Admissibilité : culture générale, connaissance de l'actualité, relecture de copie, synthèse.
- Admission : entretiens avec un jury professionnel + un jury école, épreuve pratique, anglais.

## Ressources utiles
Les liens répertoriés ci-dessous donnent des informations utiles aux étudiants intéressés par le journalisme :
- Commission de la carte d'identité des journalistes professionnels (CCIJP)
- Direction du développement des médias

## Anciens élèves
- Mickaël Fonton, rédacteur en chef de la rubrique société (janvier 2016) de Valeurs actuelles[9].
- Charlotte d'Ornellas, journaliste indépendante.